# Faiza Zafar
Faiza Zafar (* 4. März 1996 in Sialkot) ist eine pakistanische Squashspielerin.

## Karriere
Faiza Zafar ist seit 2016 auf der PSA World Tour aktiv und gewann auf dieser bislang zwei Titel. Ihre beste Platzierung in der Weltrangliste erreichte sie mit Rang 78 im November 2018. Bei den Asienmeisterschaften 2018 debütierte sie für die pakistanische Nationalmannschaft und vertrat im selben Jahr ihr Land auch bei den Commonwealth Games in Gold Coast und den Asienspielen in Jakarta. Im Einzel der Commonwealth Games scheiterte sie in der zweiten Runde an Donna Urquhart, im Doppel schied sie mit ihrer Schwester Madina Zafar in der Gruppenphase aus. Mit Farhan Zaman erreichte sie dagegen im Mixed das Achtelfinale. Bei den Asienspielen scheiterte sie im Mannschaftswettbewerb in der Vorrunde und schied im Einzel in der ersten Runde aus.
Sie gewann bei den Südasienspielen 2019 in Kathmandu im Einzel die Bronze- und mit der Mannschaft die Silbermedaille.

## Erfolge
- Gewonnene PSA-Titel: 2